# امباگارا چاوکی
امباگارا چاوکی (به انگلیسی: Ambagarh Chowki) یک منطقهٔ مسکونی در هند است که در چتیسگر واقع شده‌است.

## خصوصیات
امباگارا چاوکی ۸٬۴۹۴ نفر جمعیت دارد.